# Стебница
Стебница (укр. Стебниця) — село на Украине, находится в Хорошевском районе Житомирской области.
Население по переписи 2001 года составляет 54 человека. Почтовый индекс — 12115. Телефонный код — 4145. Занимает площадь 6,072 км².

## Адрес местного совета
12115, Житомирская область, Хорошевский р-н, с. Радичи